# Диво (озеро)
Диво — ледниковое, подпруженное озеро в Смоленской области России в Демидовском районе, деревне Диво. Через протоку соединено с озером Акатовское, принадлежит бассейну реки Каспли. Берега высокие, местами песчаные. На озере создана туристско-рыболовная база. Дно неровное. Памятник природы.